# مالكوم ميتشيل
مالكوم ميتشيل (بالإنجليزية: Malcolm Mitchell)‏ هو لاعب كرة قدم أمريكية أمريكي، ولد في 20 يوليو 1993 في فالدوستا في الولايات المتحدة.

## وصلات خارجية
- مالكولم ميتشيل على موقع مرجع كرة القدم المحترفة.كوم (الإنجليزية)